# Diocesi di Arabia
La diocesi di Arabia (in latino: Dioecesis Arabiensis) è una sede soppressa e sede titolare della Chiesa cattolica.

## Storia
Arabia, identificabile con Wadi Tumilat nei pressi di Ismailia nel delta del Nilo, è un'antica sede episcopale della provincia romana dell'Augustamnica Seconda nella diocesi civile d'Egitto. Faceva parte del patriarcato di Alessandria ed era suffraganea dell'arcidiocesi di Leontopoli.
Verso la fine del IV secolo la pellegrina Egeria visitò la città e conobbe il suo vescovo, di cui però non menziona il nome nella sua Peregrinatio. La città è documentata da Ierocle nel suo Synecdemus, da Giulio Onorio nella sua Cosmographia, da Giorgio di Cipro nell'opera Descriptio Orbis Romani. La sede non è menzionata dal Le Quien nell'opera Oriens Christianus e non è noto alcuno dei suoi vescovi.
Dal XIX secolo Arabia è annoverata tra le sedi vescovili titolari della Chiesa cattolica; il titolo finora non è mai stato assegnato.

## Cronotassi dei vescovi greci
- Anonimo † (fine IV secolo)